# Sauvigny
Cet article possède des paronymes, voir Savigny et Sauvigney.
Pour les articles homonymes, voir Sauvigny (homonymie).
Sauvigny est une commune française située dans le département de la Meuse, en région Grand Est.

## Géographie

### Communes limitrophes
| Burey-la-Côte | Burey-la-Côte | Pagny-la-Blanche-Côte |
| Burey-la-Côte | Sauvigny      | Clérey-la-Côte        |
| Goussaincourt | Goussaincourt | Clérey-la-Côte        |

### Hydrographie
La commune est dans le bassin versant de la Meuse au sein du bassin Rhin-Meuse. Elle est drainée par la Meuse, le ruisseau la Rupe, la Noue de Burey, le ruisseau de L Orge et le ruisseau de la Viole,.
La Meuse, d'une longueur de 486 km, est un fleuve européen qui prend sa source en France, dans la commune du Châtelet-sur-Meuse, à 409 mètres d'altitude, et se jette dans la mer du Nord après un cours long d'approximativement 950 kilomètres traversant la France, la Belgique et les Pays-Bas. 
La Rupe, d'une longueur de 12 km, prend sa source dans la commune de Autreville et se jette  dans la Meuse sur la commune, après avoir traversé cinq communes. 

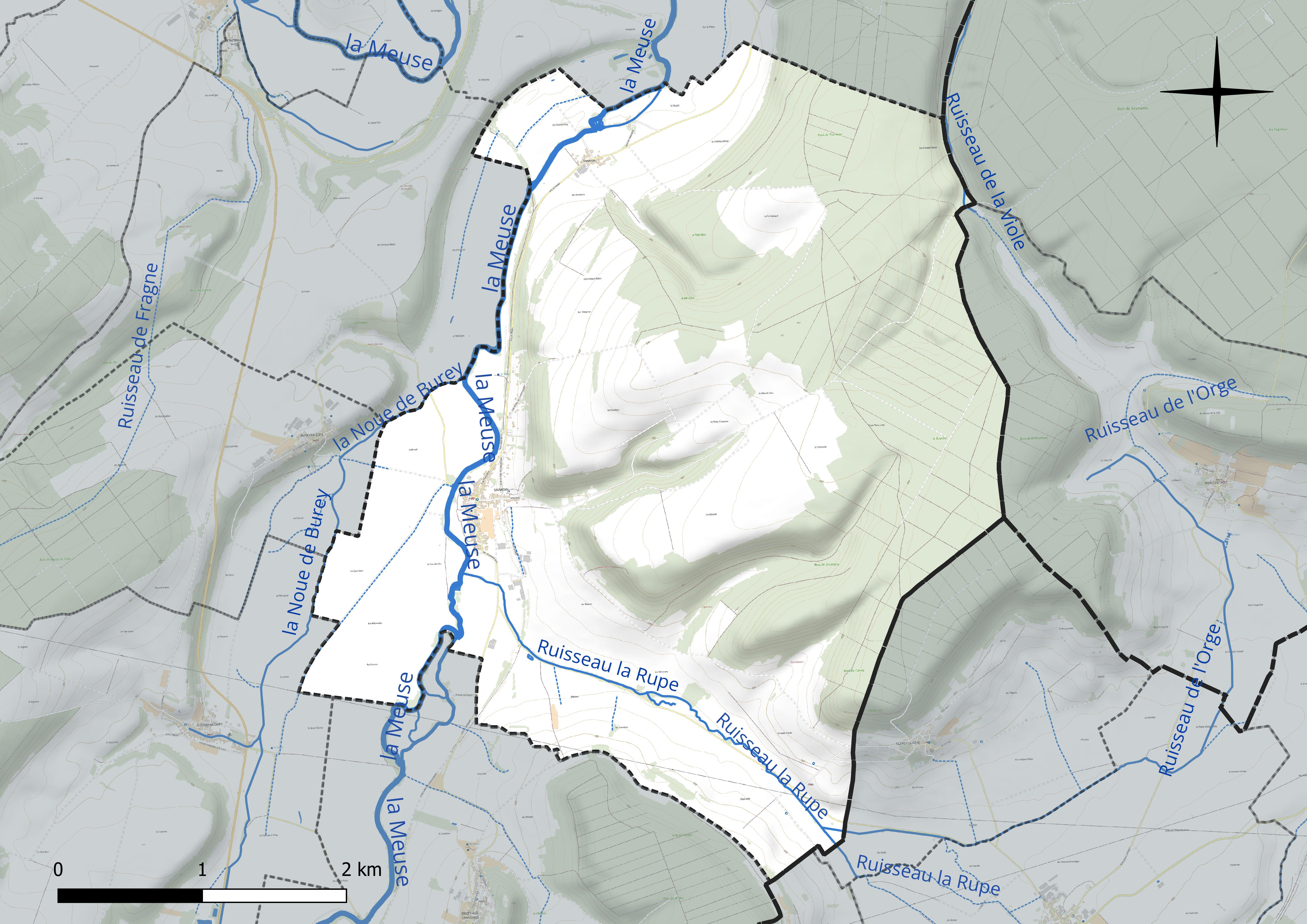
Réseau hydrographique de Sauvigny.

### Climat
Pour des articles plus généraux, voir Climat du Grand Est et Climat de la Meuse.
En 2010, le climat de la commune est de type climat de montagne, selon une étude du Centre national de la recherche scientifique s'appuyant sur une série de données couvrant la période 1971-2000. En 2020, Météo-France publie une typologie des climats de la France métropolitaine dans laquelle la commune est exposée à un climat océanique altéré et est dans la région climatique  Lorraine, plateau de Langres, Morvan, caractérisée par un hiver rude (1,5 °C), des vents modérés et des brouillards fréquents en automne et hiver. 
Pour la période 1971-2000, la température annuelle moyenne est de 9,7 °C, avec une amplitude thermique annuelle de 16,6 °C. Le cumul annuel moyen de précipitations est de 953 mm, avec 13,7 jours de précipitations en janvier et 9,6 jours en juillet. Pour la période 1991-2020, la température moyenne annuelle observée sur la station météorologique de Météo-France la plus proche, « Rollainville », sur la commune de Rollainville à 15 km à vol d'oiseau, est de 10,3 °C et le cumul annuel moyen de précipitations est de 860,3 mm. 
La température maximale relevée sur cette station est de 39,6 °C, atteinte le 25 juillet 2019 ; la température minimale est de −18,2 °C, atteinte le 20 décembre 2009,,. 
Les paramètres climatiques de la commune ont été estimés pour le milieu du siècle (2041-2070) selon différents scénarios d'émission de gaz à effet de serre à partir des nouvelles projections climatiques de référence DRIAS-2020. Ils sont consultables sur un site dédié publié par Météo-France en novembre 2022.

## Urbanisme

### Typologie
Au 1er janvier 2024, Sauvigny est catégorisée commune rurale à habitat dispersé, selon la nouvelle grille communale de densité à sept niveaux définie par l'Insee en 2022.
Elle est située hors unité urbaine et hors attraction des villes,.

### Occupation des sols
L'occupation des sols de la commune, telle qu'elle ressort de la base de données européenne d’occupation biophysique des sols Corine Land Cover (CLC), est marquée par l'importance des territoires agricoles (55,6 % en 2018), une proportion sensiblement équivalente à celle de 1990 (55,5 %). La répartition détaillée en 2018 est la suivante : 
prairies (29,2 %), forêts (28,8 %), terres arables (26,4 %), milieux à végétation arbustive et/ou herbacée (13 %), zones urbanisées (2,6 %), zones agricoles hétérogènes (0,1 %). L'évolution de l’occupation des sols de la commune et de ses infrastructures peut être observée sur les différentes représentations cartographiques du territoire : la carte de Cassini (XVIIIe siècle), la carte d'état-major (1820-1866) et les cartes ou photos aériennes de l'IGN pour la période actuelle (1950 à aujourd'hui).

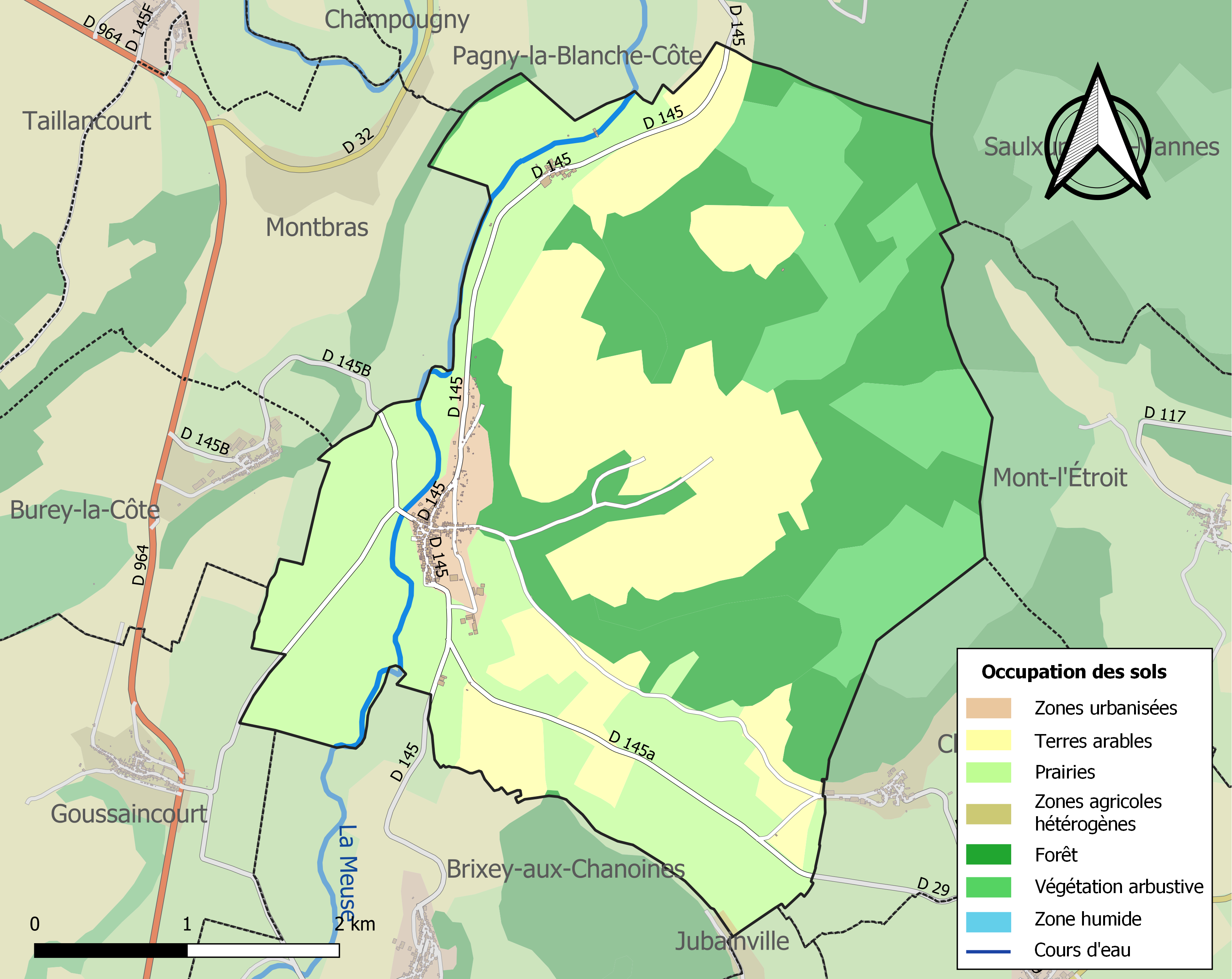
Carte des infrastructures et de l'occupation des sols de la commune en 2018 (CLC).

## Toponymie
Parmi les anciennes mentions on trouve Savinaco-Vico, Sefiniaco (époque mérovingienne), Salviniaco (846) et Souvigney (1327)[réf. nécessaire].
L'origine du nom de Sauvigny remonterait à l'anthroponyme gallo-romain Salvinius auquel est apposé le suffixe -acum, ce qui correspondrait à Salviniacum, « domaine de Salvinius »,.

## Histoire

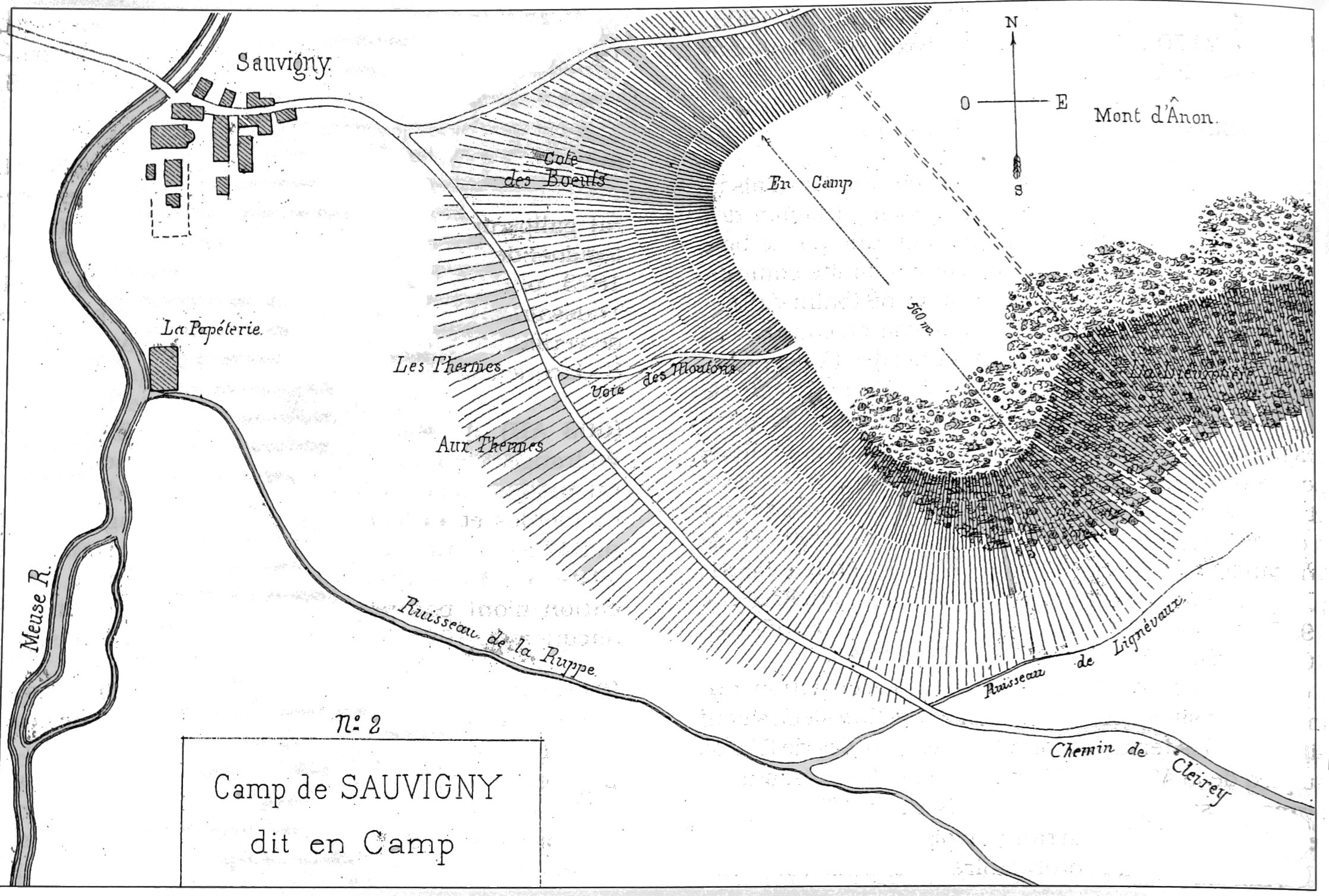
L'éperon barré relevé par Félix Liénard en 1884.

Il y avait sur le finage de la commune une voie romaine Soulosse/Verdun et une voie cloutée qui suivait la Rupe. Ces voies étaient gardées par éperon barré, dit le Camp au sommet de la côte des Bœufs. Il était fermé par un fossé qui était encore visible au XIXe siècle ; y furent trouvés des fragments de tegulae, des pointes de flèches, des monnaies romaines. Un bâtiment antique fut mis au jour avec ses futs de colonnes et des chapiteaux à l'emplacement du lavoir. Au lieu-dit les thermes furent mises au jour les traces d'un gué pour le passage de la voie romaine, un bâtiment avec hypocaustes
Avant 1790, Sauvigny faisait partie du Toulois. Elle était rattaché au diocèse de Toul.

## Politique et administration
| Période                                  | Période                   | Identité                                        | Étiquette | Qualité               |
| ---------------------------------------- | ------------------------- | ----------------------------------------------- | --------- | --------------------- |
| Les données manquantes sont à compléter. |                           |                                                 |           |                       |
| (maire en 1981)                          |                           | Gérard Henry[Quand ?]                           |           |                       |
| mars 2006                                | mars 2008                 | Daniel Langard                                  |           |                       |
| mars 2008                                | janvier 2015              | Jean-François Lefèvre (1943-2015)               |           | Gendarme retraité     |
| mars 2015                                | En cours (au 28 mai 2020) | Frédéric Besseau Réélu pour le mandat 2020-2026 |           | Retraité de la F.P.H. |

## Population et société

### Démographie
L'évolution du nombre d'habitants est connue à travers les recensements de la population effectués dans la commune depuis 1793. Pour les communes de moins de 10 000 habitants, une enquête de recensement portant sur toute la population est réalisée tous les cinq ans, les populations de référence des années intermédiaires étant quant à elles estimées par interpolation ou extrapolation. Pour la commune, le premier recensement exhaustif entrant dans le cadre du nouveau dispositif a été réalisé en 2004.

En 2022, la commune comptait 222 habitants, en évolution de −4,31 % par rapport à 2016 (Meuse : −4,4 %, France hors Mayotte : +2,11 %).
| 1793 | 1800 | 1806 | 1821 | 1831 | 1836 | 1841 | 1846 | 1851 |
| ---- | ---- | ---- | ---- | ---- | ---- | ---- | ---- | ---- |
| 570  | 570  | 628  | 693  | 718  | 710  | 663  | 715  | 708  |

| 1856 | 1861 | 1866 | 1872 | 1876 | 1881 | 1886 | 1891 | 1896 |
| ---- | ---- | ---- | ---- | ---- | ---- | ---- | ---- | ---- |
| 668  | 658  | 632  | 815  | 655  | 602  | 618  | 569  | 560  |

| 1901 | 1906 | 1911 | 1921 | 1926 | 1931 | 1936 | 1946 | 1954 |
| ---- | ---- | ---- | ---- | ---- | ---- | ---- | ---- | ---- |
| 507  | 513  | 501  | 412  | 401  | 354  | 352  | 340  | 325  |

| 1962 | 1968 | 1975 | 1982 | 1990 | 1999 | 2004 | 2006 | 2009 |
| ---- | ---- | ---- | ---- | ---- | ---- | ---- | ---- | ---- |
| 309  | 287  | 224  | 207  | 201  | 220  | 241  | 243  | 260  |

| 2014 | 2019 | 2022 | - | - | - | - | - | - |
| ---- | ---- | ---- | - | - | - | - | - | - |
| 239  | 230  | 222  | - | - | - | - | - | - |

## Culture locale et patrimoine

### Lieux et monuments

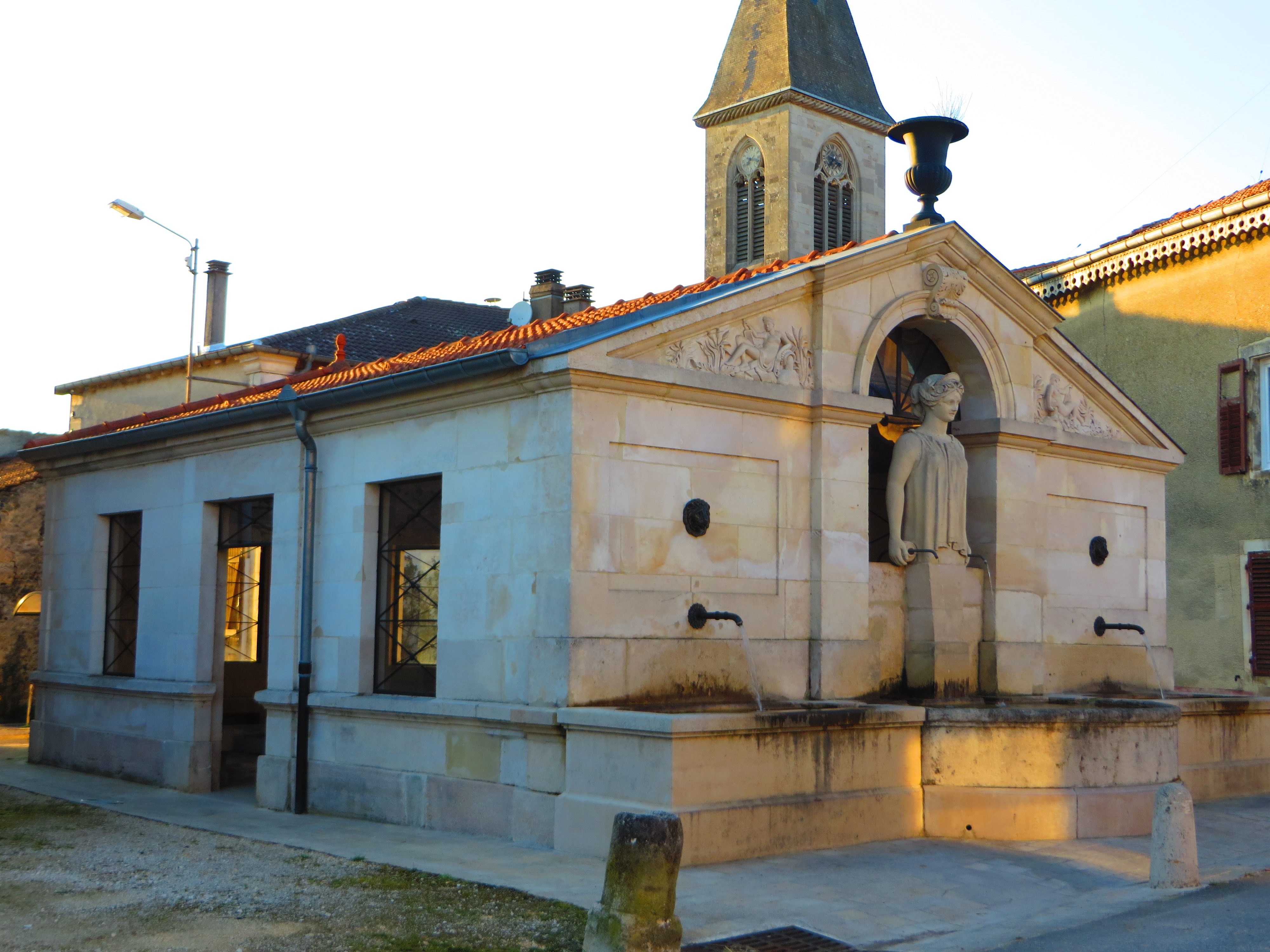
La fontaine-lavoir.

- Le site des trois bornes, qui est l'unique endroit où trois départements lorrains se côtoient, ce qui correspond à un tripoint. Les autres communes frontalières sont Clérey-la-Côte (Vosges) et Mont-l'Étroit (Meurthe-et-Moselle).
- L'église Saint-Loup (XVIe siècle).
- La chapelle Saint-Gibrien de Moncourt (XIIIe siècle), ancien village disparu au XVe siècle.

### Héraldique
| Blason de Sauvigny | Blason  | D'or au masque de loup gris au naturel, accompagné de deux truites montantes arquées vers les bords de l'écu, d'azur, allumées d'or; au chef d'azur chargé de deux feuilles de chêne d'or posées celle de dextre en bande, celle de senestre en barre.                     |
| Blason de Sauvigny | Détails | Adopté le 17 juin 2024. |
| Blason de Sauvigny | Alias   | (Ancien blason) D'or au loup ravissant de gueules accosté de deux taux d'azur au chef du même à la feuille de chêne d'or posée en fasce. Blason composé par R.A. Louis avec les conseils de la Commission Héraldique de l'UCGL et mis à disposition de la commune en 2011. |